# Frédérich Bataille
Frédéric Bataille (Mandeure, 17 luglio 1850 – Besançon, 29 aprile 1946) è stato un poeta, insegnante e micologo francese.

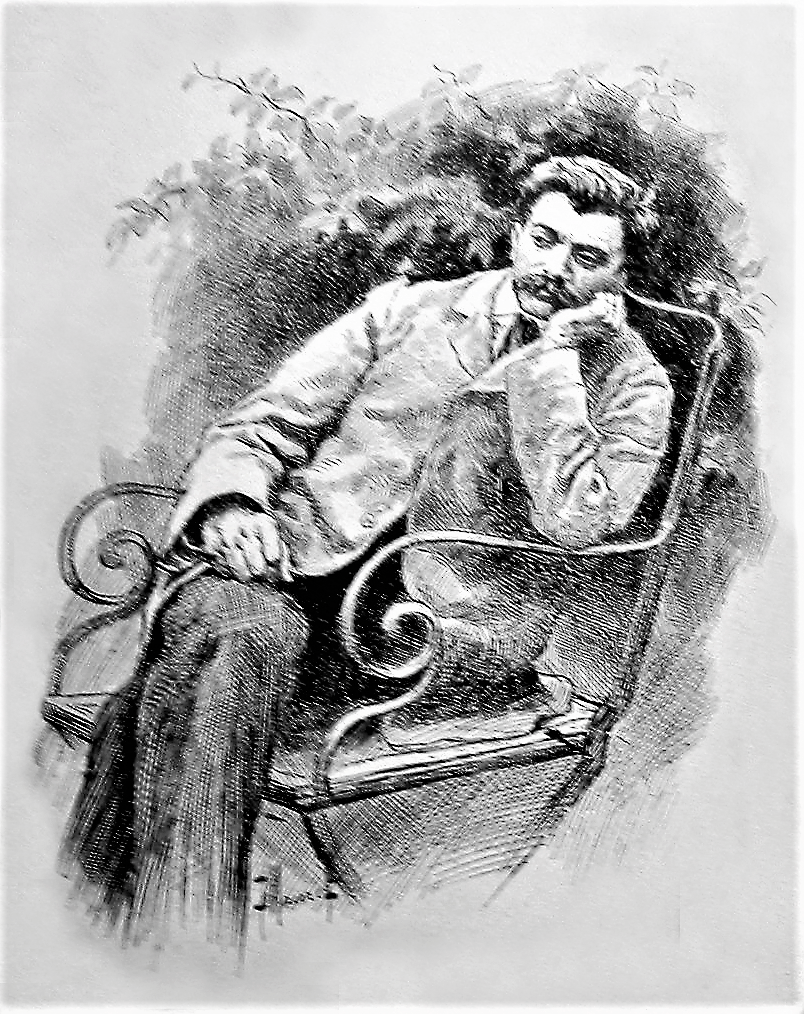
Frédéric Bataille01

Nato in una famiglia di contadini protestanti, si formò come insegnante presso la Scuola modello di Montbéliard.
Nel 1881 fu ammesso nella Société des gens de lettres e nel 1884 fu nominato professore presso il Liceo Michelet a Vanves.
Nel 1905 si trasferì a Besançon.
Si dedicò a studi di micologia acquisendo una certa fama tanto da diventare vicepresidente della Société mycologique de France e ricevere un premio dall'Accademia francese delle scienze per i suoi contributi micologici.
Fu un ufficiale della Pubblica istruzione e Cavaliere della Legion d'Onore.

## Opere
Tra le sue opere poetiche si ricordano:
- Délassements (1873)
- Le Carquois (1880)
- Le Clavier d'Or (1884)
- Poèmes du soir (1889)
- Choix de poésies (1893)
- Nouvelles poésies (1900)
- Les trois foyers : famille, école, patrie (1905)
- Pages d'automne (1911)

Tra le pubblicazioni micologiche, si ricordano:
- Les réactions macrochimiques chez les champignons (1969)